# ریچارد هارمون
ریچارد هارمون (انگلیسی: Richard Harmon؛ زادهٔ ۱۸ اوت ۱۹۹۱) یک هنرپیشه اهل کانادا است. وی از سال ۲۰۰۳ میلادی تاکنون مشغول فعالیت بوده‌است. خواهر او جسیکا هارمون است. و باهم در سریال ۱۰۰نفر بازی کرده اند.
از فیلم‌های معروف او می‌توان به بازی در روزگار آدلین، ترفند درمان و ۱۰۰ نفر و کانتینیوم اشاره کرد.